# Tatárfalva
Tatárfalva (románul: Totoreni) falu Romániában, Bihar megyében.

## Fekvése
A Fekete-Körös bal partján, Belényestől 7 km-re délkeletre fekszik. Határában kaolin, vas- és mangánérc található.

## Története
1580-ban mint Totorfalua szerepel először, majd 1588-ban Tateryan, 1692-ben Tatarfalua. Román telepítésű falu, bár a helyi hagyomány a tatárokhoz köti alapítását. A 18–19. században a nagyváradi görögkatolikus püspökség belényesi uradalmához tartozott. A helyiek arról is tudnak, hogy egykor vaskohó és hámor működött benne. Hat, lakóhely szerint is elkülönülő nemzetséget különböztettek meg, amelyek szerint a földeket felosztották: Roșteasca, Serbești, Lucutasca, Susaști, Indreasca és Brândușeasca. Gazdaságának alapágazatai a zöldség- és gyümölcstermesztés és az állattartás.

## Népessége
- 1910-ben 364 lakosából 351 volt román és 12 magyar anyanyelvű; 351 ortodox, 6 református és 6 zsidó vallású.
- 2002-ben 321 román nemzetiségű lakosából 296 volt ortodox és 17 baptista vallású.

## Látnivalók
- A falu és Balalény között fekszik a két falu közös temploma, az alapító felirata szerint 1697-ben épült ortodox fatemplom. Egy 1752-es irat tanúsága szerint nemcsak a két falu lakói, hanem a görögkatolikus felekezetű mérágiak és tarkaicaiak is ezt használták. Belső festését egy Simion Darabant nevű festő 1814 és 1818 között készítette. 1927-ig zsindely borította, hajóját akkor cseréppel, tornyát pedig bádoggal fedték.

## Képek

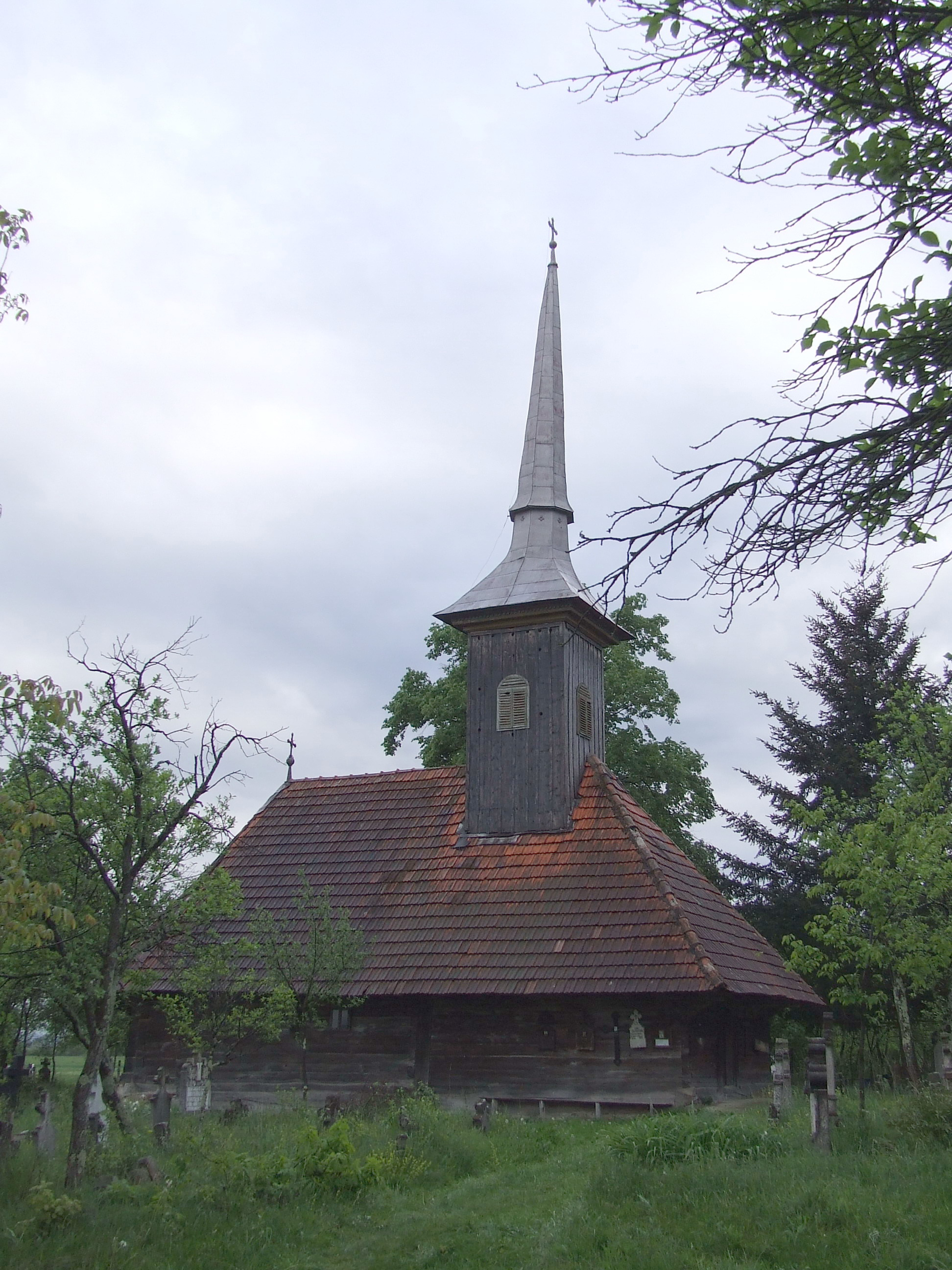
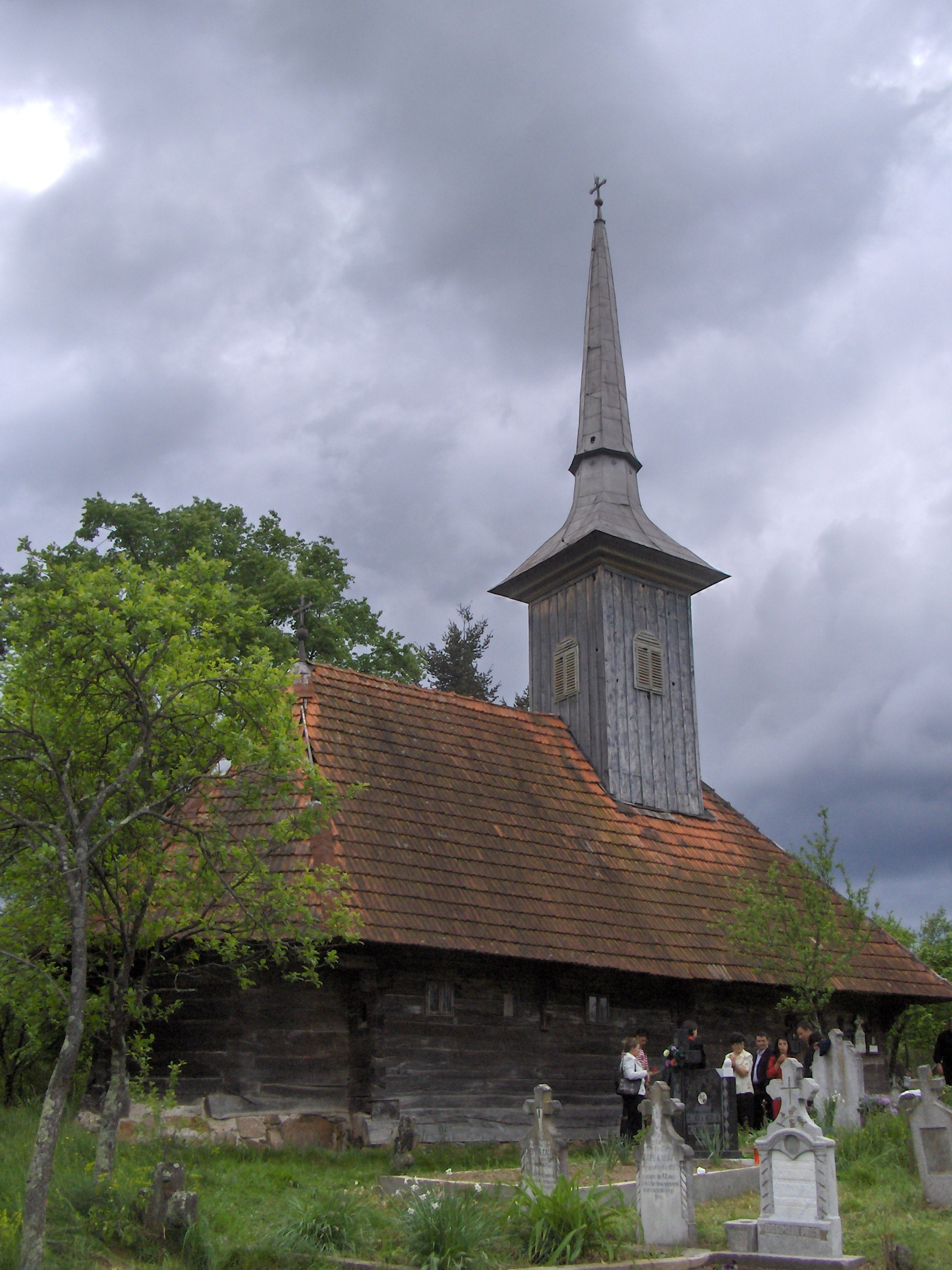